# Кіровська сільська рада (Миколаївський район)
Кі́ровська сільська́ ра́да — адміністративно-територіальна одиниця та орган місцевого самоврядування в Миколаївському районі Миколаївської області. Адміністративний центр — село Зарічне.

## Загальні відомості
- Населення ради: 1 059 осіб (станом на 2001 рік)

## Населені пункти
Сільській раді були підпорядковані населені пункти:
- с. Зарічне
- с. Стара Богданівка

## Склад ради
Рада складалася з 16 депутатів та голови.
- Голова ради: Антонюк Галина Вікторівна
- Секретар ради: Розіна Тетяна Олексіївна

### Керівний склад попередніх скликань
| Прізвище, ім'я, по батькові | Основні відомості                                                         | Дата обрання | Дата звільнення |
| --------------------------- | ------------------------------------------------------------------------- | ------------ | --------------- |
| Антонюк Галина Вікторівна   | Сільський голова, 1960 року народження, освіта вища, член Народної партії | 26.03.2006   | 31.10.2010      |
| Антонюк Галина Вікторівна   | Сільський голова, 1960 року народження, освіта вища, член Партії регіонів | 31.10.2010   |                 |

Примітка: таблиця складена за даними сайту Верховної Ради України

### Депутати
За результатами місцевих виборів 2010 року депутатами ради стали:

#### За суб'єктами висування
| Суб'єкт висування | Кількість обраних депутатів | %    |
| ----------------- | --------------------------- | ---- |
| Партія регіонів   | 13                          | 81,3 |
| Самовисування     | 3                           | 18,8 |

#### За округами
| № округу        | Прізвище, ім'я, по батькові      | Дата визнання обраним | Освіта  | Партійна приналежність | Відомості про обраного депутата                           |
| --------------- | -------------------------------- | --------------------- | ------- | ---------------------- | --------------------------------------------------------- |
| Партія регіонів |                                  |                       |         |                        |                                                           |
| 1               | Мирон Оксана Іванівна            | 03.11.2010            | вища    | член Партії регіонів   | Кіровська сільська рада, завідувачка ДНЗ                  |
| 2               | Розіна Тетяна Олексіївна         | 03.11.2010            | середня | член Партії регіонів   | Кіровська сільська рада, секретар сільської ради          |
| 3               | Чумачекно Надія Андріївна        | 03.11.2010            | середня | член Партії регіонів   | пенсіонер                                                 |
| 4               | Галь Оксана Павлівна             | 03.11.2010            | середня | член Партії регіонів   | тимчасово не працює                                       |
| 5               | Кривоший Валерій Петрович        | 03.11.2010            | середня | позапартійний          | тимчасово не працює                                       |
| 6               | Романенко Тамара Георгіївна      | 03.11.2010            | середня | член Партії регіонів   | Друкарня «Літопис», бригадир                              |
| 7               | Лисюченко Тетяна Михайлівна      | 03.11.2010            | середня | член Партії регіонів   | Кіровська сільська рада, діловод                          |
| 9               | Мінашкіна Лариса Володимирівна   | 03.11.2010            | вища    | член Партії регіонів   | Кіровська загальноосвітня школа, вчитель                  |
| 10              | Толкачова Ганна Олександрівна    | 03.11.2010            | середня | член Партії регіонів   | П. П. «Ганчо», продавець                                  |
| 11              | Квасова Катерина Іванівна        | 03.11.2010            | середня | член Партії регіонів   | тимчасово не працює                                       |
| 12              | Довгань Анна Олександрівна       | 03.11.2010            | середня | член Партії регіонів   | П. П. «Ганчо», продавець                                  |
| 13              | Новохатський Олександр Борисович | 03.11.2010            | середня | член Партії регіонів   | Кіровська сільська рада, спеціаліст інспектор II категор. |
| 15              | Бугровенко Вікторія Василівна    | 03.11.2010            | середня | член Партії регіонів   | ОКСТВ «Струмок», головний бухгалтер                       |
| Самовисування   |                                  |                       |         |                        |                                                           |
| 8               | Лівітчук Андрій Гнатович         | 03.11.2010            | вища    | позапартійний          | Кіровська сільська рада, землевпорядник                   |
| 14              | Мамонтов Микола Олексійович      | 03.11.2010            | середня | позапартійний          | пенціонер                                                 |
| 16              | Атаджанова Ірина Худайбергенівна | 03.11.2010            | середня | позапартійна           | Домогосподарка                                            |